# Улица Лужники
У́лица Лужники́ — улица в центре Москвы в районе Хамовники Центрального административного округа в Лужниках.

## Происхождение названия
Названа 17 апреля 2001 года в связи с расположением на территории Лужников — местности в излучине Москвы-реки на её левом берегу, напротив Воробьёвых гор, где до XX столетия находились заливные луга и село Лужниково, упомянутое в грамоте 1472 года.

## Описание
Улица идёт прямо вдоль границы территории Олимпийского комплекса «Лужники», по которой прописаны его строения. С начала и конца ограничена Лужнецкой набережной, идёт почти параллельно Третьему транспортному кольцу. Все строения относятся к дому 24, этот дом — «город в городе». По другую сторону проезжей части находится Новолужнецкий проезд, например, напротив здания Генеральной дирекции — Торговый центр «Гермес». Кроме того, в большинстве справочников организации дома 24 имеют адрес по Лужнецкой набережной. В связи с этим разграничение трёх улиц — Лужнецкой набережной, Новолужнецкого проезда и улицы Лужники — представляет определённую сложность.
Проезд ограничен, общественный транспорт по улице ходит только на участке от моста Лужники до Лужнецкой набережной (автобусные маршруты № Б (Лужники), с216, с249, с755, 220, 379).

## Учреждения и организации
- Дом 24 — Олимпийский комплекс «Лужники»